# Río Rahue (Biobío)
El río Rahue es un corto curso natural de agua que nace en la cordillera de los Andes, cerca de la frontera internacional de la Región de La Araucanía, fluye con dirección general SO y desemboca al lado derecho del río Biobío aguas abajo de la desembocadura del río Lonquimay.: 424 

## Trayecto
Tiene com afluentes a los ríos Pulul y Bancocura.

## Historia
Francisco Astaburuaga escribió en 1899 en su obra póstuma Diccionario geográfico de la República de Chile sobre el río:
Rahueco.-—Río corto de poco caudal que nace junto á la cumbre de los Andes por los 38º 16' Lat. y 71° 08' Lon. Corre hacia el O. por una abra pendiente y estrechada entre altas sierras y desemboca en el Bío-Bío en su sección superior al E. del volcán de Lonquimay y á corta distancia al N. del fuerte de este título. El nombre es inmutación de raghhueco, agua de parajes de greda.